# Venezillo jamaicensis
Venezillo jamaicensis är en kräftdjursart som först beskrevs av Richardson 1912D.  Venezillo jamaicensis ingår i släktet Venezillo och familjen Armadillidae. Inga underarter finns listade i Catalogue of Life.